# Праздник Шарвили
Праздник Шарвили (лезг. Шарвилан сувар)  — ежегодные торжественные мероприятия, посвящённые герою лезгинского народного героического эпоса Шарвили.

## Эпос
Эпос «Шарвили» начал складываться с периода жизни его непосредственного героя, то есть с III века нашей эры. С тех пор он дополнялся новыми легендами, произведениями народного фольклора о героических подвигах Шарвили. Таким образом, полный состав эпоса представлен 20 сказами. Эпос повествует о воинских подвигах лезгинского богатыря Шарвили, обладающего выдающимися физическими способностями.

## Праздник
Праздник проводится ежегодно с 2000 года в последнюю субботу июня. Местом постоянного проведения праздника является малая родина героя эпоса, село Ахты. Организацией и проведением праздника управляет республиканский оргкомитет под руководством Имама Яралиева. Инициатива проведения праздника принадлежит Имаму Яралиеву и Ризвану Ризванову. Во время праздника улицы селения украшены красочными панно, плакатами, гирляндами флажков. В 2010 году праздничным оформлением села руководил местный художник Камиль Шерифалиев.

### Начало праздника
В Ахты съезжаются тысячи гостей в составе делегаций муниципальных районов Южного Дагестана и Северного Азербайджана, а также в частном порядке с других частей Дагестана, других субъектов Российской Федерации и из зарубежа. Гости начинают прибывать в 9 часов утра. Их у въезда в Ахтынский район встречают певцы и танцоры в национальных костюмах, всадники в чёрных бурках, дети с цветами во главе с чиновниками муниципалитета. От окраины села Ахты к горе Кӏелезхев гости идут пешком. В 2010 году местный отдел ГИБДД зафиксировал более 2000 автомобилей, припаркованных на специальной парковке для гостей праздника. В общей сложности съехалось более 10 000 гостей, что составляет 2/3 населения самого села.

### Восхождение на гору Келезхев
Основное символическое действие праздника — восхождение на гору Кӏелезхев. По преданию, именно в ней хранится меч народного героя Шарвили, «не знавший поражений». В 2009 году на горе возведена триумфальная ротонда Шарвили. К ней ведёт лестница в 222 ступеней из исторического квартала Вана магьле. Главный герой торжеств — актёр в ярких одеждах и с большим мечом, исполняющий роль Шарвили. Как правило, он произносит патриотическую речь на лезгинском и русском языках. Восхождение на гору символизирует то, как проходя через трудности и препятствия на своём пути, сплачиваясь и объединяясь, лезгинский народ поднимается к единой цели — к возрождению родной земли. Внушительная группа особо религиозно настроенных лиц в Ахтах недовольна тем, что ротонда Шарвили расположена выше Джума-мечети.

### Праздничные мероприятия в парке имени Валентина Эмирова
Основные мероприятия проходят в парке имени Валентина Эмирова. Каждый муниципальный район имеет свою площадку, на которой представляются образцы народных промыслов, которыми они славятся, костюмированный образ Шарвили. В парке разворачиваются фотовыставки и экспозиции детского художественного творчества. Проводится вручение премии Шарвили. На музыкальных площадках художественные коллективы исполняют старинные и современные песни и танцы. Во дворе ДЮСШ имени Абдулали Ганиева на спортивных площадках проходят соревнования по национальным видам спорта — поднятие гири, метание диска, армрестлинг, бег, прыжки и борьба.
Также, традиционно участники праздника посещают музеи в Ахтах — Ахтынский Краеведческий музей, Ахтынский музей культуры и искусства и Дом-музей народного поэта Дагестана Тагира Хрюгского. Как правило, вход в музей свободный в этот день.
Завершается праздник фестивалем народной песни, гала-концертом с участием популярных лезгинских артистов, выступлениями канатоходцев и жонглёров, фейерверком.
Видео с праздника Шарвили 2014:https://www.youtube.com/watch?v=SCV-b_68EGY Архивная копия от 15 апреля 2016 на Wayback Machine

## Интересные факты
- Первоначально на вершине горы Келезхев в Ахты планировалось установить памятник Шарвили. Однако после долгих народных обсуждений было решено установить в центре Ахтов символическую мемориальную ротонду. Памятник Шарвили решили установить на холме у села Ново-Мака Сулейман-Стальского района у дорожной развилки, связывающей муниципальные районы, населённые народностями лезгинской группы.[1]